# Roque Cinchado
Le Roque Cinchado est un rocher d'Espagne situé dans les îles Canaries, sur Tenerife. Il s'agit d'un sill formant un monolithe de basalte situé à environ 2 100 mètres d'altitude, au sud-est du sommet du Teide. Il est situé à l'intérieur de la caldeira de las Cañadas, à proximité du centre des visiteurs constituant le départ de nombreuses randonnées dans le parc national du Teide, au sein d'une formation rocheuse appelée Roques de García.
Sa célébrité provient du fait qu'il est présenté sur les anciens billets de mille pesetas et qu'il est facilement photographié par les nombreux visiteurs passant à proximité.